# Меккерн
Меккерн (нім. Möckern) — місто в Німеччині, розташоване в землі Саксонія-Ангальт. Входить до складу району Єріхов.
Площа — 530,19 км2. Населення становить 12 778 ос. (станом на 31 грудня 2021).